# Мизия (град)
Вижте пояснителната страница за други значения на Мизия.
Мѝзия (старо име: Букьовци) е град в Северозападна България, област Враца. Градът е административен център на община Мизия.
По данни на ГРАО към 15 юни 2023 г. в града живеят 2726 души по настоящ адрес и 2960 души по постоянен адрес.

## История
Най-ранните следи за появата на хора в околностите на някогашното село Букьовци датират отпреди пет хиляди години. Тракийските племена, обитавали онези земи, са оставили богато културно наследство. Намереното през 1925 г. прочуто Букьовско съкровище от сребърни тракийски накити се пази в Националния исторически музей в гр. София.
В края на VI и началото на VII в. славяните основат селище в североизточната част на днешна Мизия.
Село Букьовци е оформено през XVIII в. За първи път името му се среща в турски регистър от 1848 г.
В началото на 70-те години на XIX век букьовчани създават местен таен революционен комитет за подготовка на въоръжено въстание. В селата са отсядали Левски, Заимов, Бенковски, Волов, Обретенов. Душа на комитета през 1874 г. става учителят Спас Соколов, който участва и в Ботевата чета. Освобождението за този край настъпва на 21 ноември 1877 г.
При избухването на Балканската война в 1912 г. човек от Букьовци е доброволец в Македоно-одринското опълчение.
През лятото на 1950 г., по време на колективизацията, над двеста души от селото правят неуспешни опити да напуснат създаденото малко по-рано трудово кооперативно земеделско стопанство.
На 13 февруари 1970 г. с Указ № 344 на Държавния съвет е образуван град с древното име Мизия от сливането на селището от градски тип Букьовци и село Гложене. През 1978 г. Гложене е обособено като самостоятелно селище (днес в община Козлодуй), но Букьовци продължава да се казва Мизия и остава със статут на град.

## Население
Градът е известен с наличието на специфични и интересни фамилни имена. В по-старо време почти всички фамилии в града са с наставка „-ски“. Заселването на букьовските земи в началото на XIX в. най-вероятно е предизвикано от безчинствата на кърджалиите, които водят до масови преселвания в цялата българска територия. Тези преселници (вероятно от днешни западни покрайнини) и до днес пазят фамилиите на своите прадеди.
Преброяване на населението през 2011 г.
Численост и дял на етническите групи според преброяването на населението през 2011 г.:
|                     | Численост | Дял (в %) |
| Общо                | 3252      | 100,00    |
| Българи             | 2790      | 79,14     |
| Турци               | 0         | 0,00      |
| Цигани              | 311       | 8,82      |
| Други               | 0         | 0,00      |
| Не се самоопределят | 22        | 0,62      |
| Неотговорили        | 123       | 3,48      |

## Религия
Най-изповядваната религия в Мизия и прилежащите територии е източното православие. В града има два православни храма – „Свети апостоли Петър и Павел“ и „Възнесение Господне“. Градът е част от Врачанска епархия на Българската православна църква-Българска патриаршия.
В града има храм на Евангелската методистка епископална църква.

## Политика
В местните избори за кмет на община Мизия се стига до следните резултати:
- 1995 – Иванка Кунчева (Предизборна коалиция БСП, БЗНС Александър Стамболийски, ПК Екогласност) печели на първи тур с 65% срещу Милко Томов (БКП).
- 1999 – Иван Даков (Обединена демократична левица – Мизия) печели на втори тур с 61% срещу Виолин Крушовенски (независим).
- 2003 – Иван Даков (БСП) печели на първи тур с 52% срещу Виолин Крушовенски (независим).[8]
- 2005 – Виолин Крушовенски (НДСВ) на извънредни частични избори печели на втори тур със 78,35% срещу Румен Шопов (независим).
- 2007 – Виолин Крушовенски (НДСВ) печели на втори тур само с четири гласа разлика или с 50,04% срещу 49,96% на Иван Даков (БСП).[9]
- 2011 – Виолин Крушовенски (НДСВ) печели на втори тур с 52,50% срещу Иван Даков (БСП)[10]
- 2015 – Виолин Крушовенски (НДСВ) печели на втори тур с 51.76% срещу Валя Берчева (ГЕРБ)
- 2019 – Валя Берчева (ГЕРБ) печели на втори тур с 64,10% срещу Виолин Крушовенски (НДСВ)
- 2023 – Валя Берчева (ГЕРБ) печели на първи тур с 51,58% срещу Данаил Йорданов (независим)

## Икономика
Основни икономически сектори са промишлеността и селското стопанство, като над 60% от земеделските земи се обработват в земеделски кооперации, които отглеждат предимно пшеница, царевица и слънчоглед.
Развита е целулозно-хартиената промишленост. Стабилизирана е дейността на АД ”Яйца и птици”. На територията на общината работи общинско предприятие за комунално битово обслужване.
В Община Мизия има материална база за възстановяване на фуражния завод и разширяване дейността на мелницата, която произвежда всички видове брашна с високо качество и има големи складови резерви.
Има построени цехове за колбаси, млекопреработване, безалкохолни напитки, сладкарски изделия и кланици, шивашки цех и базалтов цех за оградни блокчета.
Здравеопазването в общината е осигурено от филиална поликлиника в града (със звено за бърза помощ), както и от 5 селски здравни служби. Общината разполага с Център за социални грижи със социален патронаж от 120 места, както и с обществена трапезария, където се хранят около 35 семейства.
В общината има уреден градски и междуселищен транспорт. Връзката на Враца с фериботния път Бекет – Оряхово преминава през община Мизия.
5 пощенски автоматизирани телефонни станции осъществяват съобщителните връзки в общината с автоматично избиране на селищата и останалите населени места в областта и страната.

## Култура
Днес община Мизия непрекъснато се благоустроява и развива. Оформят се красиви центрове и зони за отдих, спортни зали и площадки, младежкият компликс „Огоста“.
Младите хора прекарват свободното си време в 5 младежки дома и клуба.
Читалищата в Мизия и селата Крушовица, Софрониево, Липница и Войводово разполагат с театрални салони, библиотеки, зали за репетиции, гримьорни.
В читалище „Просвета“ в Мизия има музейни експозиции „Етнография“ и „Революционно развитие“. Самодейните състави от общината са лауреати на районни и VI и VII републикански фестивал.
Обликът на общината се допълва от 4-те основни училища и СПТУ ”П. Атанасов” за подготовка на лаборанти, ел.-техници и икономисти. За всички деца от предучилищна възраст са осигурени места в 7 детски ясли и градини. Има изграден и детски комплекс.
Църквата „Свети Никола“ в с. Софрониево, която датира от XV век, впечатлява с интересната си архитектура.
Издигнат е паметник в чест на руските и румънски войници, дали живота си за освобождаването на Мизия и Оряхово от турско иго.
В село Липница е изграден ансамбъл на загиналите през 1944 г. партизани и ремсисти от района.
Освобождението от османска власт на Мизия, Оряхово и околните села идва на 21 ноември 1877 г. след ожесточена битка при Каменов мост край с. Сараево, между руските и румънски войски, предвождани от барон Майендорф и полк. Слъничану, и турските орди, която се оказва решителна за по-нататъшния ход на военните действия. Сега на това място има паметник, открит през 1978 г.
Самобитният български музикант и композитор Дико Илиев е живял и творил от 1922 до 1938 г. в Мизия и през това време е написал хората „Грънчарско“, „Еленино“, „Дайчово“ и „Букьовско“. Тук той създава и първата духова музика в района – Букьовската.
Сградата на старата община с часовниковата кула, която днес е символ на града, е построена с дарения през 1929 г.

## Известни личности
Родени в Мизия
- Иван Бурчин (р. 1952), кануист
- Илия Ив. Личев, български революционер от ВМОРО, четник на Апостол Петков[11]
- Васил Попилиев (1929 – 2002), актьор
- Мирослав Данов (р. 1979), бобслеист, участник в Зимните олимпийски игри 2002 в Солт Лейк Сити

## Редовни събития
- 13 февруари – обявен за град през 1970 г. денят се чества като празник на града.
- В началото на месец август на Илинден по стар стил на 2 август се провеждат традиционните Мизийски панаирни дни.

## Побратими градове
- Билополе, Украйна